# Accepted
Accepted is een Amerikaanse filmkomedie uit 2006.

## Verhaal
De film gaat over een jongen die op geen enkele universiteit wordt toegelaten. Daarom richt hij zijn eigen universiteit op: South Harmon Institute of Technology. Ook zijn vriend die wel is toegelaten op een universiteit helpt hem, door de site voor de school te maken. Alleen is die site iets te echt, want op een morgen staan er honderden mensen op de straat die met 1 klik op de knop zijn toegelaten op de universiteit.

## Rolverdeling
| Acteur            | Personage               |
| ----------------- | ----------------------- |
| Justin Long       | Bartleby Gaines         |
| Jonah Hill        | Sherman Schrader        |
| Blake Lively      | Monica Moreland         |
| Lewis Black       | Ben Lewis               |
| Maria Thayer      | Rory Thayer             |
| Adam Herschman    | Glen                    |
| Columbus Short    | Darryl "Hands" Holloway |
| Anthony Heald     | Dean Richard Van Horne  |
| Travis Van Winkle | Hoyt Ambrose            |
| Mark Derwin       | Jack Gaines             |
| Ann Cusack        | Diane Gaines            |
| Hannah Marks      | Lizzie Gaines           |
| Diora Baird       | Kiki                    |
| Joe Hursley       | Maurice                 |
| Jeremy Howard     | Freaky student          |
| Robin Lord Taylor | Abernathy Darwin Dunlap |
| Kaitlin Doubleday | Gwynn                   |
| Kellan Lutz       | Dwayne                  |
| Brendan Miller    | Wayne                   |
| Artie Baxter      | Mike Chambers           |
| Ross Patterson    | Mike McNaughton         |
| Sam Horrigan      | Mike Welsh              |
| Scott Adsit       | vader                   |